# إدارة البروغريسو
إدارة البروغريسو (بالإنجليزية: El Progreso Department)‏ هي إداراة في غواتيمالا، تتبع غواتيمالا، بلغ عدد سكانها 139490 نسمة، في 2003، عاصمتها Guastatoya ‏، تبلغ مساحتها 1922 كيلومتر مربع، رمزها البريدي هو PRO.